# Pseudicius shirinae
Pseudicius shirinae är en spindelart som beskrevs av Prószynski 1989. Pseudicius shirinae ingår i släktet Pseudicius och familjen hoppspindlar. Inga underarter finns listade i Catalogue of Life.